# Comisión de Derechos Humanos de las Naciones Unidas
La Comisión de Derechos Humanos de las Naciones Unidas fue una comisión del Consejo Económico y Social (Ecosoc) y asistía en funciones a la Oficina del Alto Comisionado de las Naciones Unidas para los Derechos Humanos. Creada el 16 de febrero de 1946 por resolución del Ecosoc. Siendo reemplazada el 15 de marzo de 2006 por el Consejo de Derechos Humanos como organismo de la ONU. La Comisión tuvo su última sesión el 27 de marzo de 2006.

## Composición de la Comisión
Estaba integrado por 53 representantes de los Estados miembros. No hay miembros permanentes, cada año aproximadamente un tercio de los asientos de la comisión eran electos y los representantes servían por un periodo de 3 años. La comisión se reunía anualmente en una sesión anual entre marzo y abril por 6 semanas en Ginebra (Suiza). La composición de este consejo, creado en 2006, refleja criterios geográficos con 13 escaños para África, 13 para Asia Pacífico, ocho para América Latina y el Caribe, siete para Europa Occidental y seis para Europa del Este.

## Críticas
Debido a su composición la Comisión de DDHH de la ONU fue desacreditada repetidamente por diferentes delegaciones que denunciaron que estaba sesgada a favor de los intereses estratégicos de países como Irak, Irán, Libia, China, Rusia y los países miembros de la Organización para la Cooperación Islámica.  Por ello finalmente fue disuelta y sustituida por el Consejo en 2006 con los votos en contra únicamente de EE. UU., Israel, Palaos y las Islas Marshall.

## Objetivos
Sus objetivos fueron:
- Inspeccionar la aplicación de las normas en Derechos Humanos
- Formular recomendaciones a los estados en cuanto a sus políticas de Derechos Humanos
- Investigar violaciones de Derechos Humanos.
- Brindar asesorías a los Estados en esta materia.